# 高桥镇 (葫芦岛市)
高桥镇，是中华人民共和国辽宁省葫芦岛市南票区下辖的一个乡镇级行政单位。

## 行政区划
高桥镇下辖以下地区：
东街社区、西街社区、站前社区、新立社区、农牧场社区、高桥村、高丰村、高成子村、万屯村、四方台村、季屯村、孙屯村、朱洼村、王善村和杜屯村。